# Chongqing Zhifei Biological Products
Chongqing Zhifei Biological Products (Zhi Fei Sheng Wu, сокращённо ZFSW, «Чунцин Чжифэй») — китайская фармацевтическая компания. Штаб-квартира находится в Чунцине. Основная специализация — производство вакцин.
В списке крупнейших публичных компаний мира Forbes Global 2000 за 2021 год Chongqing Zhifei заняла 1310-е место (1307-е по чистой прибыли и 410-е по рыночной капитализации).

## Акционеры
С 2002 года компанию возглавляет Цзян Жэньшэн (Jiang Rensheng), входящий в число самых богатых китайских миллиардеров, его состояние на 2021 год оценивалось в 21 млрд долларов, в основном это 56-процентная доля в Chongqing Zhifei.

## Деятельность
Компании производит вакцины от таких болезней, как грипп, менингит, туберкулёз и бешенство. Кроме этого, с 2017 года является дистрибьютером в Китае противораковых препаратов производства американской компании Merck & Co..
В середине 2020 года компанией была разработана вакцина Zifivax против COVID-19. В марта 2021 года вакцину одобрили к применению в Узбекистане и Китае, в октябре — в Индонезии, в январе 2022 года — в Колумбии; вакцину производит дочерняя компания Anhui Zhifei Longcom.